# World Series of Poker 1986
 (juillet 2025).
La mise en forme du texte ne suit pas les recommandations de Wikipédia : il faut le « wikifier ».
Les points d'amélioration suivants sont les cas les plus fréquents. Le détail des points à revoir est peut-être précisé sur la page de discussion.
- Les titres sont pré-formatés par le logiciel. Ils ne sont ni en capitales, ni en gras.
- Le texte ne doit pas être écrit en capitales (les noms de famille non plus), ni en gras, ni en italique, ni en « petit »…
- Le gras n'est utilisé que pour surligner le titre de l'article dans l'introduction, une seule fois.
- L'italique est rarement utilisé : mots en langue étrangère, titres d'œuvres, noms de bateaux, etc.
- Les citations ne sont pas en italique mais en corps de texte normal. Elles sont entourées par des guillemets français : « et ».
- Les listes à puces sont à éviter, des paragraphes rédigés étant largement préférés. Les tableaux sont à réserver à la présentation de données structurées (résultats, etc.).
- Les appels de note de bas de page (petits chiffres en exposant, introduits par l'outil «  Source ») sont à placer entre la fin de phrase et le point final[comme ça].
- Les liens internes (vers d'autres articles de Wikipédia) sont à choisir avec parcimonie. Créez des liens vers des articles approfondissant le sujet. Les termes génériques sans rapport avec le sujet sont à éviter, ainsi que les répétitions de liens vers un même terme.
- Les liens externes sont à placer uniquement dans une section « Liens externes », à la fin de l'article. Ces liens sont à choisir avec parcimonie suivant les règles définies. Si un lien sert de source à l'article, son insertion dans le texte est à faire par les notes de bas de page.
- La présentation des références doit suivre les conventions bibliographiques. Il est recommandé d'utiliser les modèles {{Ouvrage}}, {{Chapitre}}, {{Article}}, {{Lien web}} et/ou {{Bibliographie}}. Le mode d'édition visuel peut mettre en forme automatiquement les références.
- Insérer une infobox (cadre d'informations à droite) n'est pas obligatoire pour parachever la mise en page.

Pour une aide détaillée, merci de consulter Aide:Wikification.
Si vous pensez que ces points ont été résolus, vous pouvez retirer ce bandeau et améliorer la mise en forme d'un autre article.
Résultats des World Series of Poker 1986.

## Résultats
| Tournoi                                           | Vainqueur         | Prix     | Finaliste        |
| ------------------------------------------------- | ----------------- | -------- | ---------------- |
| $1,000 Limit Omaha                                | Jim Allen         | $48,400  | Jack Keller      |
| $2,500 Pot Limit Omaha with Rebuys                | David Baxter      | $127,000 | Eddie Schwettman |
| $1,500 No Limit Hold'em                           | Hamid Dastmalchi  | $165,000 | Hans Lund        |
| $500 Ladies' Seven Card Stud                      | Barbara Enright   | $16,400  | Betty Carey      |
| $5,000 Deuce to Seven Draw with Rebuys            | Ron Graham        | $142,000 | Aubrey Day       |
| $1,500 Limit Hold'em                              | Jay Heimowitz     | $175,800 | Frank Henderson  |
| $1,000 Seven Card Razz                            | Tom McEvoy        | $52,400  | Alma McClelland  |
| $1,000 Ace to Five Draw                           | J. B. Randall     | $69,200  | Clifford Roof    |
| $1,000 Seven Card Hi/Low Split                    | Tommy Fischer     | $73,600  | Carl Lao         |
| $5,000 No Limit Ace to 5 Draw with Joker & Rebuys | Mike Cox          | $118,000 | Jack Keller      |
| $1,500 Seven Card stud                            | Sam Mastrogiannis | $80,000  | Rick Greider     |

## Table Finale du Main Event
| Place | Nom            | Prix     |
| ----- | -------------- | -------- |
| 1er   | Berry Johnston | $570,000 |
| 2e    | Mike Harthcock | $228,000 |
| 3e    | Gary Berland   | $114,000 |
| 4e    | Jesse Alto     | $62,700  |
| 5e    | Bill Smith     | $51,300  |
| 6e    | Roger Moore    | $39,900  |